# Lago di Mergozzo e Mont'Orfano
Lago di Mergozzo e Mont'Orfano è il nome di una zona di protezione speciale della rete Natura 2000 situata nella provincia del Verbano-Cusio-Ossola, nel Piemonte orientale. L'area si estende su una superficie di 483 ha e comprende due siti contigui ma distinti, il lago di Mergozzo e il Montorfano, completamente compresi nel territorio del comune di Mergozzo.

## Descrizione
L'area risulta di interesse da un punto di vista dell'avifauna perché si rileva la contemporanea presenza di specie legate agli ambienti rocciosi ed acquatici, gli ambienti più importanti per l'avifauna sono le pareti rocciose situate a sud-est del Montorfano e i canneti del lago di Mergozzo. 
Nel sito si ha la presenza di oltre 60 specie otto delle quali sono inserite nell'allegato I della Direttiva Uccelli che individua una lista di specie di interesse comunitario la cui conservazione richiede misure urgenti di conservazione dell'habitat.
Le specie di interesse comunitario che nidificano nel sito sono: il nibbio bruno, il falco pellegrino, il gufo reale. 
È considerato possibile nidificante il succiacapre mentre il falco pecchiaiolo e il biancone è probabile che nidifichino nei pressi della ZPS. 
Nel lago si trovano diverse specie acquatiche, tra cui il germano reale, lo svasso maggiore e il martin pescatore. 
Alcune specie compaiono in inverno, tra queste la strolaga mezzana, l'airone cenerino, il cormorano, la gallinella d'acqua e la folaga, vista la posizione alla sbocco di un'ampia vallata alpina il sito è rilevante anche per le specie di passaggio. 
Nel canneto si ha la presenza di alcuni tipi di silvidi, come il cannareccione, la cannaiola verdognola e la cannaiola.